# Valeriana sorbifolia
Valeriana sorbifolia är en kaprifolväxtart som beskrevs av Carl Sigismund Kunth. Valeriana sorbifolia ingår i släktet vänderötter, och familjen kaprifolväxter. Utöver nominatformen finns också underarten V. s. mexicana.